# Soon-Tek Oh
Soon-Tek Oh (오순택 en coreano; Mokpo, Jeolla del Sur, Corea del Sur; 29 de junio de 1932-Los Ángeles, California, Estados Unidos; 4 de abril de 2018) fue un actor surcoreano nacionalizado estadounidense conocido por ser la voz de Fa Zhou en la película Mulan. Ha actuado en varias películas y series televisivas entre las que se encuentran MacGyver, M*A*S*H, Los ángeles de Charlie, Airwolf y Magnum P.I. entre otras.
Nació en la actual Corea del Sur (entonces unida hasta después de la guerra), sin embargo ha llegado a equivocarse al decir que nació en Japón por un lapsus al interpretar a varios personajes japoneses.
Antes de emigrar a Estados Unidos con su familia, estudió en el Instituto dr Gwangju y en la Universidad Yonsei de Seúl. Una vez en territorio americano asistió a la Universidad del Sur de California y en UCLA donde obtuvo un máster en Bellas Artes.
Durante su estancia en Broadway, saltó a los escenarios con el musical Pacific Overtures de Stephen Sondheim y fue uno de los primeros integrantes del East West Players, un grupo de teatro asiáticoamericano fundado en 1965. En 1995 fundó el grupo de teatro coreanoestadounidense llamado Society of Heritage Performers que más tarde pasaría a formar parte de la organización Lodestone Theatre Ensemble.
Falleció el 4 de abril de 2018 a la edad de 85 años tras padecer Alzheimer.

## Filmografía
- Yongary, Monster From The Deep (1967)
- One More Train to Rob (1971)
- The Man with the Golden Gun (1974) (acreditado como Soon-Tiak Oh)
- Kung Fu (1974) (acreditado como Chen Yi)
- MASH  The korean surgeon (M*A*S*H (1972-83) cinco episodios con diferentes personajes)
- Baa Baa Black Sheep
- Good Guys Wear Black (1978)
- El final de la cuenta atrás (1980)
- Magnum, P.I. (1981)
- Marco Polo (1982)
- A Fragile Affair (1982)
- The Letter (1982)
- Death Ride to Osaka (1983)
- Biały smok (1985)
- Missing in Action 2 (1985)
- Yuki Shimoda (1985)
- Steele Justice (1987)
- Death Wish 4 (1987)
- Street Justice (1987)
- The Red Spider (1988)
- MacGyver (1988)
- Soursweet (1989)
- Manhunt: Search for the Night Stalker (1989)
- Collision Course (1990)
- Last Flight Out (1990)
- Deadly Game (1991)
- Highlander: The Series (1992)
- A Home of Our Own (1993)
- Red Sun Rising (1994)
- Babylon 5 (1994)
- S.F.W. (1994)
- The Real Adventures of Jonny Quest (1996)
- Street Corner Justice (1996)
- Stargate SG-1 (1997)
- Beverly Hills Ninja (1997)
- Mulan (1998)
- Roads and Bridges (2000)
- The President's Man (2000)
- SWAT (2003)
- The Visit (2002)
- Mulan 2 (2004)
- Last Mountain (2005)